# Epitonium arcanum
Epitonium arcanum is een slakkensoort uit de familie van de Epitoniidae. De wetenschappelijke naam van de soort is voor het eerst geldig gepubliceerd in 1979 door DuShane.